# Huw Ware
Huw Ware (* 4. Oktober 1993 in Portsmouth) ist ein walisischer Caller des Darts. Er ist der erste offen homosexuelle Offizielle der PDC und ist LGBT+-Botschafter für den Dartsport.

## Leben
Ware besuchte die Grundschule der All Saints Church in Wales und die Westbourne School in Penarth. Er studierte englische Sprache an der Cardiff University. Im ersten Jahr studierte er Journalismus als Nebenfach. Das Englischstudium war in zwei Teile gegliedert. Der erste Teil befasste sich mit der Struktur der englischen Sprache zu tun und der zweite damit, wie wir die Sprache einsetzen, um mit anderen zu kommunizieren. Er war im Studienjahr 2013/2014 Head of Sport von Cardiff University TV. Ware hat sich am 2. Februar 2014 öffentlich als homosexuell geoutet. Er schrieb einen Blogbeitrag über den „LGBTQ History Month“ und veröffentlichte ihn in den sozialen Medien, bevor er sein Telefon ausschaltete und mit Freunden zu einem Kneipenquiz ging. Er erzählte später, dass er von der positiven Reaktion auf seine Ankündigung überwältigt gewesen sei. Er schloss sein Studium 2015 ab.

## Karriere
Mit elf Jahren packte Ware das Dartfieber, nachdem er das Spiel zwischen Phil Taylor und Dennis Priestley beim World Matchplay 2005 verfolgt hatte. Mit 12 Jahren begann er, selbst beim Barry Rugby Club in der lokalen Liga Dart zu spielen. Da er gerade erst beigetreten war, durfte Ware nicht mitspielen. Also brachten sie ihn dazu, ein paar Spiele zu callen, damit er Erfahrung sammeln konnte. Als Ware bei den Glamorgan Youth spielte, traten sie in einem Freundschaftsspiel gegen die Seniorenmannschaft des County an, doch der Caller tauchte nicht auf. Also sagte Ware, er würde einspringen. Nachdem er fertig war, kam einer der County-Spieler zu mir und fragte, ob Ware nicht als Caller bei ihnen einspringen könnte.
2011 spielte er zweimal für die walisische Jugendnationalmannschaft, was jedoch das Ende seiner aktiven Dart-Karriere markierte, da er im selben Jahr mit 17 Jahren zum ersten Mal eingeladen wurde, als Schiedsrichter an den Winmau World Masters teilzunehmen. Er leitete dort das Mädchen-Finale zwischen Alannah Waters (einer Teamkameradin aus seiner Zeit bei der Glamorgan Youth) und Emily Davidson. Sein erstes Spiel bei den Erwachsenen war das Spiel zwischen Ewan Hyslop und Robert Wagner, das ebenfalls bei diesem Turnier stattfand.
Er wurde daraufhin zur BDO World Darts Championship 2012 eingeladen und gehörte bis zur Lakeside-Weltmeisterschaft 2016 zum Team der BDO-Schiedsrichter. Ware startet im Januar 2016 als Rechercheur bei BBC Radio Wales Sport. Im selben Jahr wechselte er zur PDC. Ware wurde im November 2018 zum LGBT+-Botschafter für den Dartsport ernannt, als sich die PDC zum ersten Mal der Rainbow Laces-Kampagne anschloss. Am 18. Dezember 2018 gab Ware schließlich sein Debüt als Caller bei der PDC World Darts Championship.
Bis September 2021 standen ihm beide Karrierewege – Caller der PDC und Rechercheur bei BBC Radio Wales Sport – offen. Zu diesem Zeitpunkt wurde er vom fünften zum vierten Mitglied eines Viererteams in der PDC-Liste befördert und beendete seine Karriere bei BBC Radio Wales Sport.
Ware leitete sein erstes PDC World Darts Championship Finale 2025, als er in der zweiten Hälfte des Spiels, in dem Luke Littler Michael van Gerwen besiegte, als Schiedsrichter fungierte.

## Auszeichnungen
2013: Cardiff Student Media Personality of the year
2014: Cardiff Student Media Awards Outstanding Contribution
2015: Viertbester männlichen Moderator bei den Nationalen Studenten TV Awards